# Busbridge
Busbridge – wieś w Anglii, w hrabstwie Surrey, w dystrykcie Waverley. Leży 50 km na południowy zachód od centrum Londynu. Miejscowość liczy 758 mieszkańców.